# Sanatori de l'Esperit Sant
El Sanatori de l'Esperit Sant és un conjunt arquitectònic de Santa Coloma de Gramenet, catalogat com a bé cultural d'interès local.

## Història
Va ser promogut com a sanatori antituberculós per Mn. Josep Pons i Rabadà, rector de la parròquia de Sant Adrià de Besòs, i l'Associació de Senyores de l'Esperit Sant, que van adquirir la masia de la Torre Roja, del segle xv. Es va inaugurar el 23 d'abril del 1917 i fou dirigit pel Dr. Jordi Anguera i Cailà. El 1922 es va inaugurar el pavelló A per acollir les dones malaltes de tuberculosi, i el 1930 el pavelló B per a homes. El 1936, el sanatori va ser confiscat per la CNT, que el va rebatejar com a Maxim Gorki. Durant la Guerra Civil espanyola va servir com a hospital de sang, i un cop acabat el conflicte, va ser confiscat pel Patronat Nacional Antituberculós.
A la dècada del 1970, una vegada controlada la tuberculosi amb antibiòtics, es va convertir en hospital general, gestionat per una fundació benèfica privada. L'any 2006 es van traslladar els serveis al nou Hospital de l'Esperit Sant, construït en un terreny adjacent a l'antic sanatori, que va quedar en desús. En l'actualitat, (març del 2021) només resta la façana del pavelló A i en precari. El pavelló B, situat al cim del turó, està en una profunda remodelació per convertir-lo en una residència per la tercera edat. Només conservarà la façana nord i el lateral que mira al nou hospital.

## Descripció
Es tracta d'un conjunt de dos edificis (pavelló A) i (pavelló B), que es comunicaven subterràniament. Aquest darrer és el més interessant i domina el turó del Puigfred, frontera natural entre Santa Coloma, Sant Adrià i Badalona.

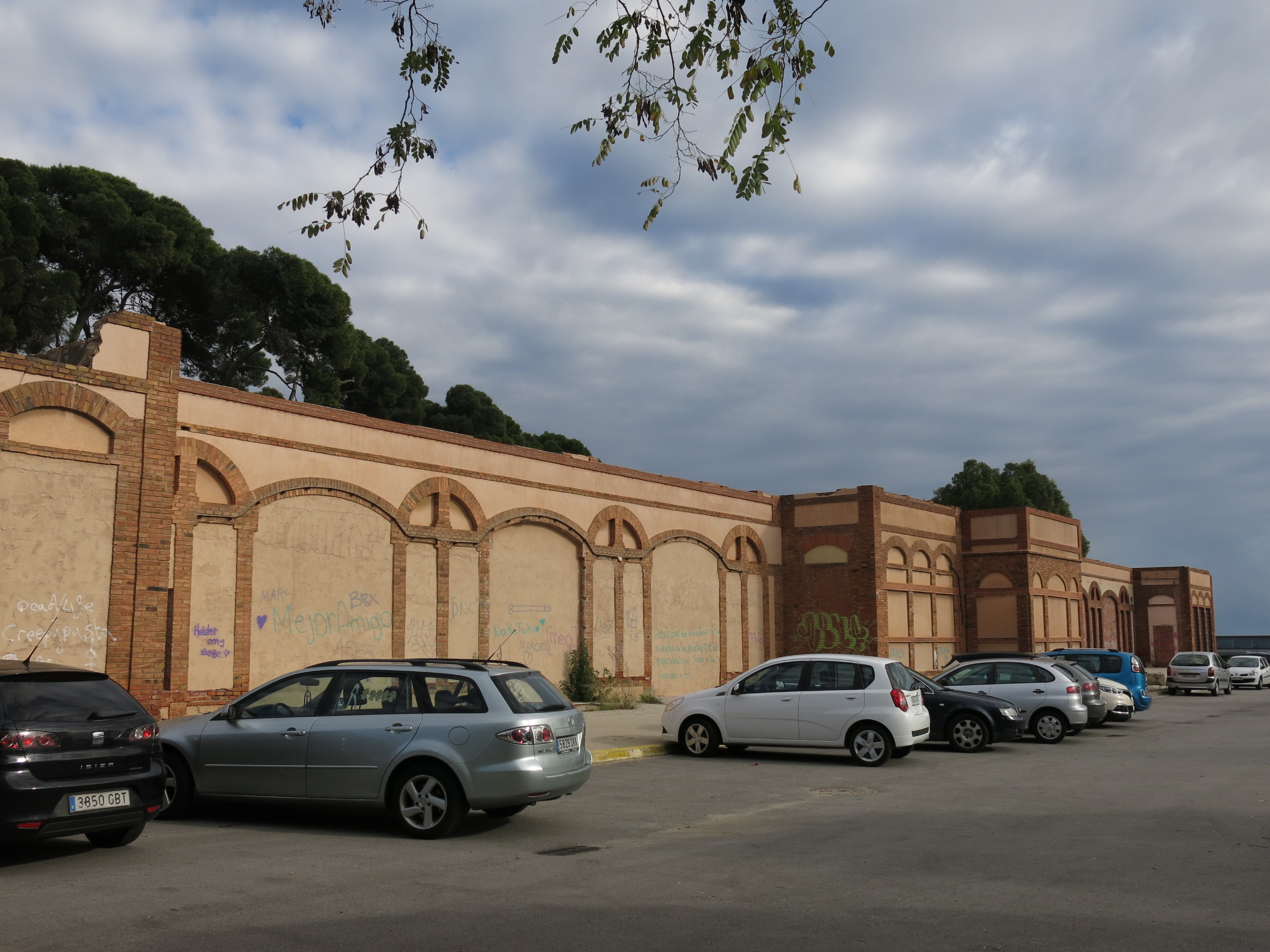
Pavelló A

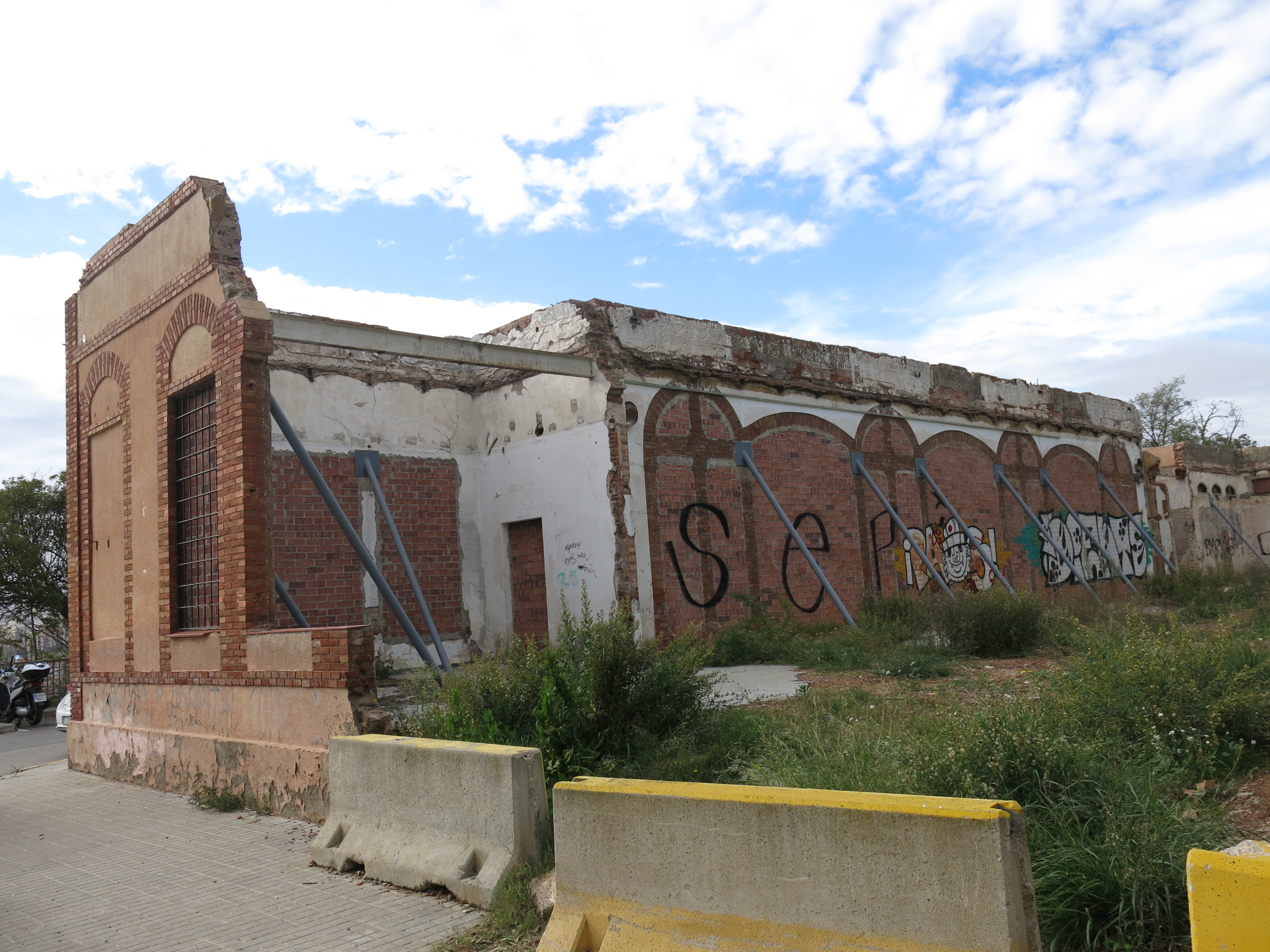
Pavelló A

### Pavelló A
Originalment, era un volum principal de planta baixa i dues torres laterals, de dues i tres plantes respectivament, ampliat el 1960 amb l'afegit d'un nou cos destinat a escola d'infermeria. Actualment, és un edifici a quatre vents constituït per un cos central de quatre plantes i dues ales laterals de planta baixa i dos pisos. Es caracteritza per tenir unes grans finestres rectangulars a la planta pis i en arc de mig punt a la planta baixa. Les obertures estan emmarcades per maó ceràmic, així com les impostes i els angles o cantonades. La coberta, modificada per l'ampliació de 1960, és plana i transitable.

### Pavelló B
Orignalment, era un edifici de composició simètrica en forma d'U que facilitava l'entrada de llums a totes les zones. Disposava d'un soterrani, planta baixa i tres plantes pis amb pati central. Estava preparat per a separar, en planta baixa, els magatzems, els dispensaris, les sales de necròpsies i el dipòsit de cadàvers. El 1960 va patir reformes que en el seu cas no van ser tan importants com les del pavelló A. Actualment, és un edifici a quatre vents de planta baixa i tres pisos, però li manca l'ala nord i això li dona un aire d'edifici inacabat. La façana és de totxo manual vist amb un sòcol de paredat o també maó vist amb línies de relleu. Oresenta unes obertures rectangulars ritmades sobre la llinda de les quals antigament hi havia unes finestres amb arc. La façana sud presenta un gran portal en arc que dona accés a l'interior. hi destaca el ràfec suportat per permòdols a la façana sud i els merlets que coronen la coberta de teula àrab a dues vessants.